# Włocławek Brzezie (stacja kolejowa)
Włocławek Brzezie – stacja techniczna we Włocławku, w województwie kujawsko-pomorskim, w Polsce.